# Podillea, Zalișciîkî
Podillea (în ucraineană Поділля) este localitatea de reședință a comunei Podillea din raionul Zalișciîkî, regiunea Ternopil, Ucraina.

## Demografie
Componența lingvistică a localității Podillea
     Ucraineană (99,71%)
     Alte limbi (0,29%)
Conform recensământului din 2001, majoritatea populației localității Podillea era vorbitoare de ucraineană (99,71%), existând în minoritate și vorbitori de alte limbi.